# Ruténium
A ruténium a periódusos rendszer 44-es rendszámú eleme. A vegyjele Ru. A d-mező eleme, átmenetifém. A könnyű platinafémek közé tartozik. (A könnyű platinafémek a ruténium, a ródium és a palládium. Sűrűségük kisebb, mint a periódusos rendszerben alattuk található nehéz platinafémeké, az ozmiumé, az irídiumé és a platináé.) A nemesfémek közé tartozik. A többi platinafémhez hasonlóan viszonylag nagy az elektronegativitása és az első ionizációs energiája. A vegyületeiben a maximális oxidációs száma +8, de leggyakrabban +4-es oxidációs fokú. Szürkésfehér színű rideg fém. Mozsárban porítható. Olvadáspontja magas (2334 °C). Jól oldja a gázokat, nagy mennyiségben képes hidrogént elnyelni. Elektromos vezetőképessége (a többi platinafémhez hasonlóan) viszonylag nagy.

## Története
A ruténiumot Karl Ernst Claus(en) orosz vegyész fedezte fel 1845-ben. Oroszország egyik középkori latin nevéről, Ruténiáról nevezte el.

## Kémiai tulajdonságai

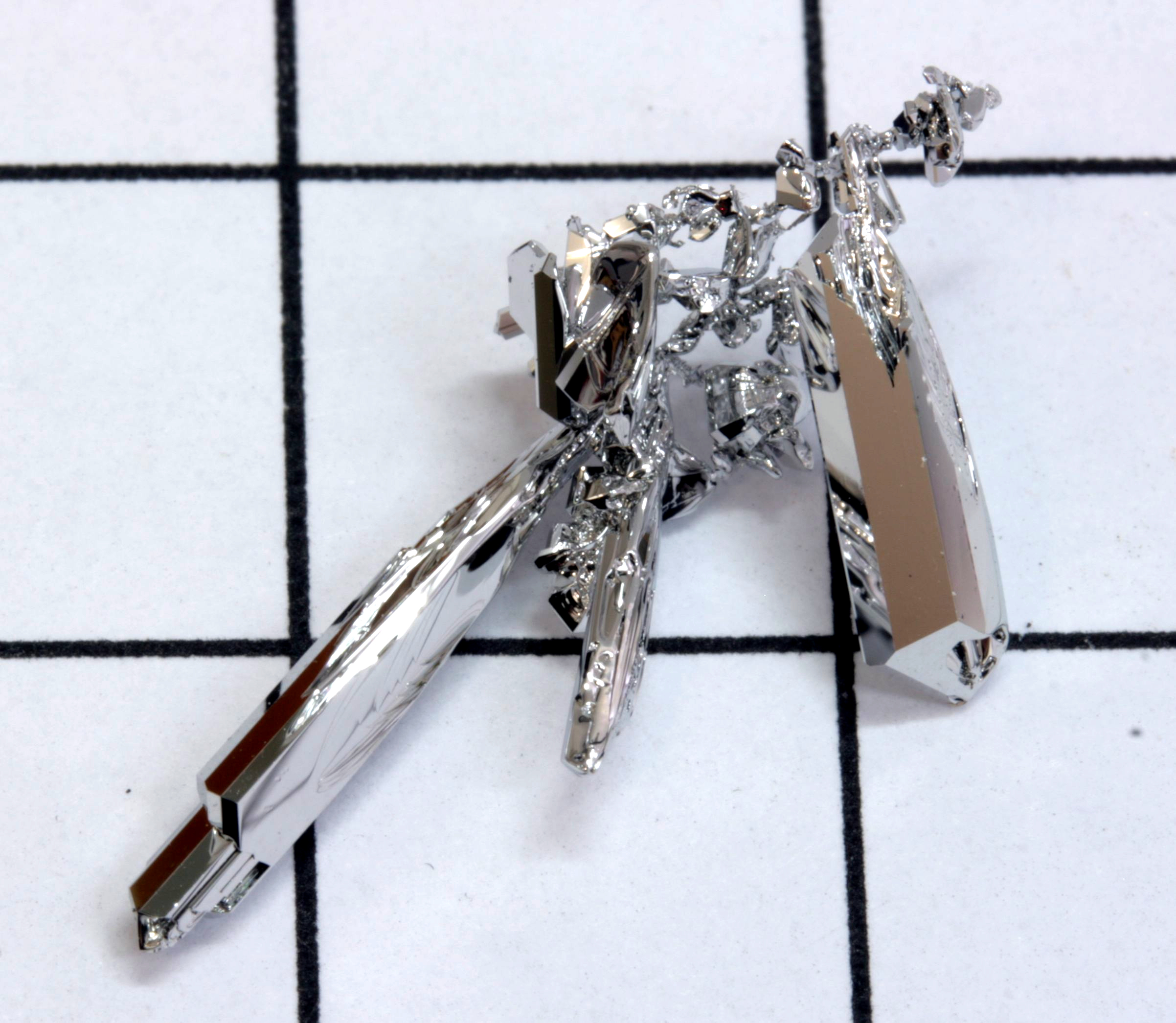
Ruténium kristályok

A többi platinafémhez képest viszonylag reakcióképes elem. Magasabb hőmérsékleten reakcióba lép a halogénekkel. Levegőn való izzítás hatására különböző oxidokká alakul. Izzítva vegyületet képez a kénnel, a szelénnel és a tellúrral is. Nem képez vegyületet nitrogénnel, de magasabb hőmérsékleten vegyület képződése közben reagál arzénnel és szilíciummal. Megtámadják a foszfor- és a halogénvegyületek. Nem oldódik savakban, még királyvízben sem. Heves oxidáció közben oldódik viszont kálium-klorát jelenlétében sósavban és salétromsavban. Kálium-hidroxid olvadékában kálium-rutenát keletkezése közben feloldódik. Az alkáli-cianidok megtámadják az izzó ruténiumot.

## Előfordulása
Ahogy a többi platinafém, a természetben főként a többi platinafémmel ötvöződve fordul elő. Egyetlen önálló ásványa van, ez a laurit (RuS2). A legritkább elemek közé tartozik, gyakoriság szerint a 80. a Földön.

## Előállítása
A ruténiumot a természetben megtalálható nyersplatinából nyerik. A nyersplatinát királyvízben oldják, a ruténium a királyvízben nem oldható részben található. A visszamaradó, királyvízben nem oldódó részt először kálium-hidroxiddal és kálium-nitráttal olvasztják össze, ekkor kálium-rutenát keletkezik. Ennek vizes oldatába klórgázt vezetve ruténium-tetroxid nyerhető. A ruténium-tetroxidot desztillálják, majd sósavas metanolban nyeletik el. A ruténium az oldat bepárlásával, majd a maradék redukciójával nyerhető.

## Felhasználása
A ruténiumot katalizátornak használják oxidációs reakciókban és hidrogénezésnél. Ruténiumötvözeteket használnak tollhegyek gyártására, ékszerek készítésére és érintkezők készítésére a villamosiparban.
Biotechnológiában alkalmazzák a ruténium egy komplexét, SDS-PAGE gélelektroforézis fehérje molekulák megfestésére.